# Oliver Perry Hay

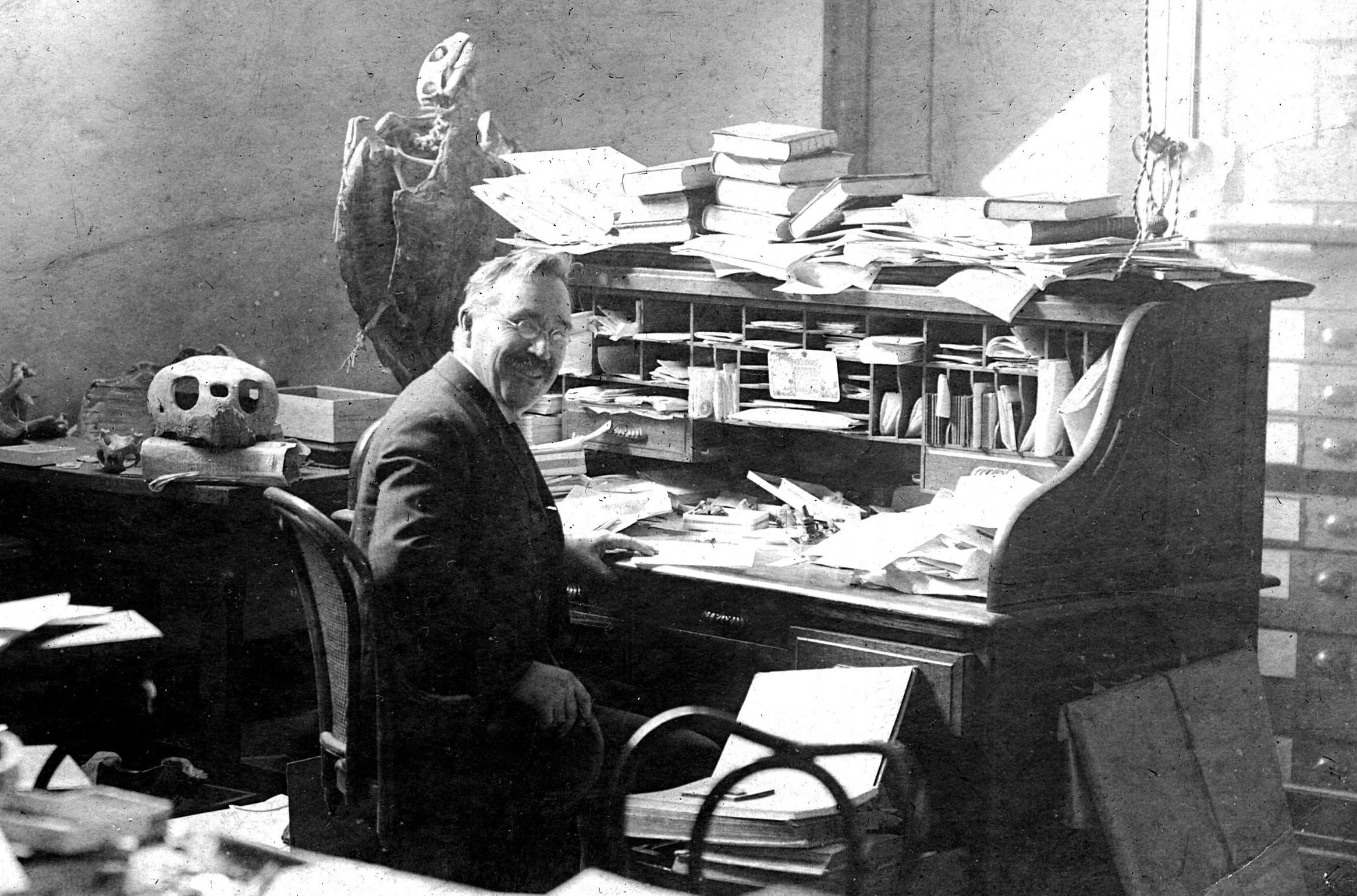
Oliver Perry Hay an seinem Schreibtisch bei der Carnegie Institution, circa 1920

Oliver Perry Hay (* 22. Mai 1846 in Saluda, Indiana; † 2. November 1930 in Washington, D.C.) war ein US-amerikanischer Zoologe und Wirbeltier-Paläontologe. Er war insbesondere einflussreich durch die Museumskataloge fossiler Wirbeltiere, die er erstellte.

## Leben und Wirken
Hay studierte am Eureka College in Illinois mit dem Bachelor-Abschluss 1870 und war danach dort Professor und 1874 bis 1876 am Oskaloosa College in Iowa. Von 1876 bis 1877 studierte er nochmals an der Yale University. Er war 1879 bis 1892 Professor für Biologie und Geologie an der Butler University (Butler College) in Indianapolis und war dort an der Gründung der Indiana Academy of Sciences beteiligt und 1890/91 deren Präsident. 1884 wurde er an der Indiana University promoviert. 1889 unternahm er seine erste Feldexkursion zum Fossilsammeln in West-Kansas. 1884 bis 1888 war er Assistent am Arkansas Geological Survey und 1891 bis 1894 am Indiana Geological Survey.
1895 bis 1897 war er Assistant Curator für Zoologie am Field Museum of Natural History. 1901 bis 1907 war er Assistent, dann Associate Curator und schließlich Kurator für Wirbeltier-Paläontologie am American Museum of Natural History. In dieser Zeit veröffentlichte er 1902 seinen Katalog der fossilen Wirbeltiere von Nordamerika, der zu einem Standardwerk wurde. 1907 bis 1911 befasste er sich als Privatgelehrter mit Paläontologie. 1912 wurde er Research Associate der Carnegie Institution und am National Museum of Natural History. 1917 bis 1926 war er Associate der Carnegie Institution.
Er war Spezialist für fossile Fische, befasste sich aber auch mit anderen Wirbeltieren, zum Beispiel Säuger des Pleistozän und fossile Schildkröten.
1902 bis 1905 war er Mit-Herausgeber der Zeitschrift American Geologist.
Sein Sohn William Perry Hay (1871–1947) war ebenfalls Zoologe und befasste sich mit Reptilien und Krebstieren.

## Schriften
- Bibliography and Catalogue of the Fossil Vertebrata of North America, Bulletin of the United States Geological Survey, Washington 1902.
- The Pleistocene of North America, 3 Bände, 1925 bis 1927.
- The Fossil Turtles of North America, 1908.